# Гранида
«Гранида» — пасторальная пьеса Питера Хофта в 5 актах, написанная в 1603-5 и опубликованная в 1615 году, рассказывающая о любви персидской принцессы Граниды и пастуха Даифило. Наиболее известное произведение Хофта, классика и основоположника нидерландской литературы, главная буколическая пьеса в нидерландской литературе.

## Содержание
Гранида, заблудившись во время охоты, встречает прекрасного пастушка, повздорившего с пастушкой Дорилеей. Даифило подносит Граниде воды, влюбляется в неё и следует за ней ко двору, где поступает на службу к Тисиферну, ищущему её руки. Позже они вместе бегут в лес, пастушок попадает в темницу, но история кончается благополучно благодаря благородству Тисиферна.

## Характеристика
По словам историка литературы, это — «первая голландская пастораль, плод итальянского путешествия Хофта и дань его увлечению творчеством Тассо, „Гранида“ особенно богата красотами любовной поэзии, в её песнях и хорах проявился талант Хофта-лирика». «Показательные для кризиса европейского гуманизма на рубеже веков настроения пронизывают пастораль Хофта „Гранида“ (1605). Это картинка из жизни Аркадии, где хижина предпочитается дворцу, а королевским почестям — любовь пастушки. И принцесса Гранида, и пастух Дайфило, как герои условные, говорят на одном языке, языке автора».
Фактически пьеса представляет собой гибрид двух жанров, смесью пасторали и трагикомедии: пастораль развивается в первом акте, а далее, в других актах, разворачивающихся при персидском дворе, она становится более драматической, используя мотивы, более традиционные для ренессансной пьесы. «В „Граниде“ Хофт соединил пасторальную пьесу — какой он нашел её у Тассо и Баттиста Гуарини, с типом ренессансной пьесы, который был чрезвычайно популярным, заимствуя свои темы в основном из Orlando furioso или из „Амадиса Гальского“, или из бесчисленных сборников новелл. (…) Эта комбинация пасторальной и novellettish (новеллизированной) драмы на самом деле имеет в „Граниде“ функциональное предназначение». 
По мнению историка литературы, «Некоторые идут ещё дальше, утверждая, что „Граниду“ прежде всего стоит воспринимать как лирическое произведение, воспевающее триумф истинной любви, а не образец театральной пьесы. Она написана блестяще, она полна изящества и света дивертисменто, но ситуация настолько нереалистична, а персонажи настолько этюдны, что пьеса драматического воздействия особо оказывать не может». Хофт блестяще вплетал в свою поэзию модные тогда петраркизм и неоплатонизм.
Одной из важнейших тем пьесы является противопоставление жизни при дворе и жизни «на природе», с четким выводом, что второе предпочтительнее, и пастушки живут гораздо справедливей придворных.
Пьеса установила в Нидерландах моду на пасторальные идиллии, продолжавшую традицию «Георгик», и стала темой многих произведений нидерландской живописи. «„Гранида“ установила формулу, которая позже развилась в более диффузный феномен», как пишет искусствовед Давид де Витт.  Пасторальная тема, вошедшая в моду в Северных Нидерландах после «Граниды», стала важной платформой для выражения темы любви в литературе. 
Пьеса,  полная беззаботности, была особенно привлекательна из-за песенных и танцевальных сцен, она ставилась очень часто, но другие писатели почти не последовали примеру Хофта и не писали пасторали. Её успех, очевидно, был связан с изяществом поэтического слога. Поэтических подражаний отдельным фрагментам пьесы появлялось много.